# Esther Kiel
Esther Kiel (Bloemendaal, 20 oktober 1996) is een Nederlands langebaanschaatsster. Kiel is lid van IJsclub Haarlem en schaatste vanaf seizoen 2016/2017 bij Team Plantina. In seizoen 2018/2019 tot en met 2020/2021 kwam ze uit namens Team FrySk onder leiding van Siep Hoekstra. Voor seizoen 2021/2022 heeft Kiel de overstap gemaakt naar Team Worldstream-Corendon. In het marathonschaatsen komt Kiel uit voor Bouwbedrijf De Vries onder beennummer D64. Op 27 november 2021 in de Marathoncup 6 te Tilburg behaalde ze hierin haar eerste zege.
Op het WK Junioren 2016 in Changchun pakte ze vier medailles: goud op de ploegenachtervolging, zilver op de massastart en de 1500 meter en brons op de 3000 meter. In het allroundklassement eindigde ze net naast het podium.
Esther won nationaal allround toernooi de Grunobokaal in seizoen 2018/2019. In het seizoen 2019/2020 won Kiel de Kraantje Lek trofee. Hiermee werd zij de eerste winnares van organiserend IJsclub Haarlem sinds Yvonne van Gennip in 1991.

## Persoonlijke records
| Afstand    | Tijd    | Datum            | Baan       |
| ---------- | ------- | ---------------- | ---------- |
| 500 meter  | 39,74   | 27 december 2022 | Heerenveen |
| 1000 meter | 1.17,54 | 31 oktober 2021  | Heerenveen |
| 1500 meter | 1.54,41 | 27 oktober 2023  | Heerenveen |
| 3000 meter | 4.03,04 | 28 oktober 2023  | Heerenveen |
| 5000 meter | 6.59,63 | 29 oktober 2023  | Heerenveen |

## Resultaten
| jaar | NK Afstanden                                          | NK Allround             | WK Junioren                                     |
| ---- | ----------------------------------------------------- | ----------------------- | ----------------------------------------------- |
| 2015 |                                                       | NC19 (19e, 21e, 22e, -) | 27e 500m 8e 1500m 13e 3000m                     |
| 2016 | 16e 1500m 17e 3000m                                   | NC14 (16e, 13e, 17e, -) | 4e · (23e, , 8e, ) · massastart · achtervolging |
| 2017 | 19e 1500m 16e 3000m 10e massastart                    | DQ2 (12e, DQ, 13e, -)   |                                                 |
| 2018 | 20e 1000m 19e 1500m                                   | NC9 (7e, 9e, 9e, -)     |                                                 |
| 2019 | 17e 3000m                                             | 8e (8e, 8e, 6e, 7e)     |                                                 |
| 2020 | 19e 1500m 15e 3000m 10e 5000m                         | 6e (6e, 7e, 9e, 6e)     |                                                 |
| 2021 | 11e 1500m 10e 3000m                                   | 4e (6e, 6e, 9e, 5e)     |                                                 |
| 2022 | 23e 1000m 20e 1500m 13e 3000m 10e 5000m 7e massastart | 7e (11e, 8e, 11e, 6e)   |                                                 |
| 2023 | 15e 3000m 4e massastart                               | 5e (7e, 7e, 7e, 5e)     |                                                 |
| 2024 | 19e 1500m · 7e 3000m · 8e 5000m · massastart          |                         |                                                 |
| 2025 | 7e 1500m 8e 3000m 4e massastart                       |                         |                                                 |

(#, #, #, #) = afstandspositie op juniorentoernooi (500m, 1500m, 1000m, 3000m) of op allroundtoernooi (500m, 3000m, 1500m, 5000m).
NC19 = niet gekwalificeerd voor de laatste afstand, maar wel als 19e geklasseerd in de eindrangschikking
DQ = diskwalificatie voor bepaalde afstand